# Днепропетровская область
Днепропетро́вская о́бласть (укр. Дніпропетровська о́бласть), разг. Днепропетро́вщина (укр. Дніпропетровщина) — область в юго-восточной части Украины.
Расположена в среднем течении Днепра. На севере граничит с Полтавской и Харьковской областями, на востоке — с Донецкой областью, на юге — с Херсонской и Запорожской областями, на западе — с Николаевской и Кировоградской областями. Площадь — 31 923 км², население — 3 176 648 человек (2020).
Административный центр и крупнейший город — Днепр, другие крупные города — Кривой Рог, Каменское, Никополь, Павлоград, Самар, Марганец, Жёлтые Воды, Покров, Синельниково, Шахтёрское, Терновка, Вольногорск, Подгородное, Верхнеднепровск, Апостолово, Зеленодольск.

## Физико-географическая характеристика

### Географическое положение
Область расположена в пределах Приднепровской низменности на севере и Приднепровской возвышенности на северо-западе — в бассейне среднего течения Днепра. Днепр делит область на две физико-географические провинции: Днестровско-Днепровскую северо-степную и Левобережно-Днепровско-Приазовскую северо-степную. По характеру рельефа область — волнистая равнина. Северо-запад занимает Приднепровская возвышенность, на крайнем юге переходящая в Причерноморскую низменность. Левобережная часть области расположена в Приднепровской низменности. На юго-востоке в пределы области заходят отроги Приазовской возвышенности. Поверхность сильно изрезана оврагами, балками, долинами рек.
У главной реки Днепр есть несколько притоков: Орель, Самара с Волчьей, Сырец, Ингулец. По территории области протекают реки Мокрая Сура, Кильчень, Орель, Саксагань, Базавлук и другие. В пределах области расположены Каменское, Днепровское и Каховское водохранилища, берут начало каналы Днепр — Кривой Рог и Днепр — Донбасс.
Большей частью ландшафт области представляет собой распаханную степь, в поймах рек и балках встречаются леса; наиболее крупный — Самарский лес площадью около 15 тыс. га.
Самым северным населённым пунктом является село Краснополье Самаровского района. Самым восточным — село Новоподгородное Синельниковского района. А самым западным и самым южным являются четыре сёла Криворожского района: Великая Костромка, Анновка, Розовка и Мирное.

### Климат
Климат области умеренно-континентальный, с мягкой малоснежной и с частыми оттепелями зимой (средняя температура января —5 °C) и жарким, сухим с редкими ливнями и сильными южными ветрами летом (средняя температура июля +22 °C). Продолжительность периода с температурой выше +10 °C составляет 178 дней, а безморозного периода — 187—228 дней. Осадков, меньшая часть которых приходится на тёплый период, в год выпадает 400—490 мм. Высота снежного покрова в среднем достигает 10-15 см, а среди неблагоприятных климатических явлений отмечаются оттепели, морозы с ветром, суховеи и пылевые бури.

### Природные ресурсы
Днепропетровская область является уникальной по разнообразию и запасам полезных ископаемых. Область обладает около 50 % общегосударственных запасов полезных ископаемых.
В области добывается 100 % марганцевой, 80 % железной руды, добываются также уголь, уран, редкоземельные металлы, каолин и гранит, нефть и газ.
По количеству разведанных запасов и годовых объёмов добычи Криворожский железорудный бассейн занимает первое место на Украине. Крупнейший в мире Никопольский бассейн марганцевых руд. В области добывается 40 видов минерального сырья. Месторождения «Сергеевское» и «Балка Золотая» имеют сходство с аналогичными месторождениями Канады, Австралии и Южной Африки.
Область обладает единственным на Украине месторождением талько-магнезитов. В недрах области сосредоточены значительные залежи камня — облицовочного сырья богатой цветовой гаммы. В крае разведано 15 месторождений минеральных вод, что даёт возможность полностью обеспечить потребности населения в лечебных, лечебно-столовых и столовых минеральных водах.
Благоприятные природно-климатические условия области позволяют вести интенсивное сельское хозяйство, способствуют выращиванию всех зерновых культур и получать высококачественное продовольственное зерно. В регионе выращиваются все виды агрокультур, и ежегодно собирается до 3 миллионов тонн зерновых. Кроме того, основными направлениями растениеводства является выращивание подсолнечника и сахарной свёклы. По разнообразию и значимости природных ресурсов Днепропетровская область является одной из богатейших на Украине. Самые большие площади занимают почвы чернозёмного типа. Они сформировались на древних речных террасах, на водоразделах, в основном на песчано-глинистых материнских породах под воздействием луговой и степной растительности.
В Правобережье и в самой северной части Левобережья, где сказывается влияние леса, распространены оподзоленные и выщелоченные чернозёмы. Южнее — типичные тучные и обыкновенные чернозёмы. В центральных районах Левобережья — в основном обыкновенные чернозёмы. Серые лесные почвы распространены в северных районах. Тёмно-каштановые почвы в области находятся южнее рек Орель и Самара. В речных проёмах создаются условия формирования аллювиальных почв под воздействием травянистой луговой растительности и при своеобразном увлажнённом микроклимате. Крупнейший объект природно-заповедного фонда — Днепровско-Орельский природный заповедник.

### Леса
Одним из популярных лесов Днепропетровской области является Самарский лес. Лес в Самаровском и Павлоградском районах Днепропетровской области Украины, преимущественно на левом берегу реки Самары. Длина Самарского леса Днепропетровской области составляет около 30 км, ширина — до 6 км, общая площадь — около 15 тысяч гектар. Находится: Днепропетровская область, Самаровский и Павлоградский районы. Есть в Днепропетровской области волшебный и удивительный остров дикой природы — Самарский лес. До нашего времени сохранились сотни старых деревьев, некоторым из них свыше 300 лет. Самарский лес Днепропетровской области представляет собой большой участок старого пойменного и аренного леса, встречаются: дубы, ясени, липы, клёны, сосны, ольха.
На территории Самарского леса также произрастают типично северные растения: ятрышник болотный, любка двулистная. В Самаре огромное количество лесов, которые поражают своим многообразием: ясеневые леса, липовые леса, дубравы, сосновые боры, берёзовые рощи, осиновые рощи, ольховые трясины, осокорники, ивняки.
Вблизи Самарского леса Днепропетровской области расположены два солончаковых лимана — Солёный Лиман и Булаховский Лиман, а также многочисленные солончаковые заливные луга и болота.
На территории леса расположено большое количество: заливных озёр, стариц, тростниковых болот, сфагновых болот. На лугах Самарского леса растёт большое количество трав и цветов:
- Фиалка трёхцветная (народное название — анютины глазки), одно из самых распространённых растений на лугах и полянах в Самарском лесу. Цветёт с апреля до осени.
- Мытник — ядовитое растение, цветущее с мая по июнь. Отвар мытника использовался как средство против перхоти и паразитов в народной медицине и ветеринарии.
- Звездчатка — растение из семейства гвоздичных. Цветёт с июня по сентябрь. По поведению растения предсказывали погоду: «если после восхода солнца цветок не раскрылся и не поднялся — днём будет дождь». Используется в народной медицине.
- Тюльпан лесной — редкий вид, родина лесного тюльпана — широколиственные леса Южной Италии и Балканского полуострова.

Фауна Самарского леса так же разнообразна, как и флора. В лесу обитает 102 вида гнездящихся птиц. Ряд обитающих в лесу видов птиц занесены в Красную книгу Украины: орёл-могильник, орлан-белохвост, змееяд.
Луга и болота служат пристанищем большому количеству птиц: сойкам, пищухам, поползням, четырём видам дятлов, трём видам мухоловок, зябликам, щеглам, пеночкам, славкам, филинам, ястребам, бекасам, куликам, гусям, журавлям, лебедям, цаплям.
Около 30 видов млекопитающих населяют Самарский лес Днепропетровской области: барсуки, лесные куницы, горностаи, ласки, летучие мыши, дикие кабаны, зубры и другие.

## История

### Доисторический период
Вероятнее всего, неандертальские охотники появились здесь в последний межледниковый период — около 100 000 лет назад, после отступления льдов на север. Близ Днепропетровска найдены фрагменты черепных крышек, кремнёвые отщепы, орудия позднемустьерского типа. В 1957 году при строительстве Днепродзержинской ГЭС на палеолитической стоянке Романково С. К. Накельским была найдена бедренная кость человека, синхронная ископаемой фауне и орудиям позднего мустье.
Первые следы человека разумного на территории области датируются палеолитом.
В мезолитическом могильнике Васильевка III (это Днепровские пороги) был найден череп со следами трепанации, произведённой согласно радиоуглеродному анализу — 9300-8220 лет назад. На поселении Игрень 8 на Игренском полуострове были исследованы отдельные жилища, датированные последней четвертью 8-6 тысячелетием до нашей эры[прояснить].
В V—IV тыс. до н. э. территория области была занята поселениями охотников и рыболовов днепро-донецкой культуры, на юге граничивших с ареалом праарийской (по Марии Гимбутас) среднестоговской культуры Приазовья.
После IV тыс. до н. э. в степной зоне Украины получили распространение племена ямной культуры, откуда они продолжили своё распространение на запад континента. Последующие 4,5 тысячи лет территория области была домом для кочевых степных племён, волнами накатывавшимися из глубин Азии.
Чаплинский могильник датируется IV—II тысячелетиями до нашей эры.

### Античные времена
Первым историческим народом на территории области являются киммерийцы (срубная культура), населявшие Причерноморские степи в XIII—VIII веках до н.э, после чего они были изгнаны в Малую Азию пришедшими с востока и Кубани скифами.
Скифы образовали в Причерноморских степях раннеклассовое государство с центром в районе совр. Каменки-Днепровской (напротив Никополя); известны царские захоронения в курганах в этом регионе (Чертомлык, Толстая могила и др.). Видимо, в это время на территории области развивается земледелие вдоль рек.
В 513 г. до н. э. через эти земли прошли войска персидского царя Дария I, безуспешно преследовавшего скифские отряды.
В III в. до н. э. скифы из степей были оттеснены в Крым пришедшими с востока иранскими племенами сарматов. Племена сарматов были родственны скифам. Они заняли степи от Дуная до Тобола. Как полагают, именно от сарматов нам остались в наследство названия рек Дон, Днестр, Днепр («бросающий воды») и др.
В III веке (около 230 года) сарматские племена были подчинены пришедшими с северо-запада германцами (готы, черняховская культура). По мнению некоторых исследователей, столица Готской империи располагалась над 1-м Днепровским порогом, то есть на территории современной Днепропетровской области ниже областного центра. По свидетельствам летописцев, готы под воздействием византийской культуры уже с IV века стали принимать христианство.
Вскоре на границах Европы появился новый кочевой союз племён — гунны. В 375 году гунны в степях Украины разбили готского вождя Германариха и тысячи готов хлынули через Дунай в пределы Римской империи. Лишь малая часть готов сумела закрепиться в горных районах Крыма. Вскоре после разгрома Аттилы на Каталаунских полях в Галлии в 451 году и его смерти племенной союз гуннов распался.
На территорию области стали проникать с северо-запада славянские племена Пеньковской культуры (V—VII вв).

### Средние века. Домонгольский период
В середине VI века в Северном Причерноморье появились воинственные авары, с разрешения византийского императора занявшие сначала Добруджу, а потом начавшие череду войн и набегов по всей Восточной и Центральной Европе. В период расцвета Аварского каганата его владения простирались от Дона до Альп.
В 632 году в Приазовье вождь тюркских булгарских племён Кубрат провозгласил независимость от авар и стал во главе объединения, получившего в византийских источниках название Великая Болгария.
Однако после смерти хана Кубрата около 665 года его держава была поделена между сыновьями, и булгарские племена разделились и расселились на Дунай, Волгу, Северный Кавказ. Земли же Сарматии попали под контроль набиравшего мощь Хазарского каганата. Хазары непосредственно владели землями на Нижней Волге, Дону и Северном Кавказе, но племена, платившие им дань, жили по всей Средней Волге и по Днепру, по крайней мере, до Киева.
К IX веку река Днепр становится транспортной артерией, связывающей развивающийся Балтийский регион и земли Скандинавии с миром цивилизаций Византии и Ближнего Востока. Это так называемый путь «из варяг в греки». Следом за купцами пришли и скандинавские воины — викинги. В 862 году варяги уже укрепились на севере славянских земель — в Новгороде (Призвание варягов, Рюрик), а в 882 военачальник умершего Рюрика, конунг Олег, прошёл с дружиной из Новгорода, подчиняя лежавшие на пути города (Смоленск, Любеч), и захватил Киев, где до этого «княжили (согласно летописи) скандинавы же Аскольд и Дир». Затем Олег Вещий обязал соседние славянские племена платить дань не хазарам, а ему. Киев стал столицей новообразованной державы, а по Днепру на юг, в Крым и Константинополь стали плавать не только купцы, но и скандинавско-славянские дружины.
В это же время из Заволжья на Нижний Днепр переселяются, теснимые хазарами и огузами, кочевники-печенеги.
В 964—965 годах внук Рюрика, киевский князь — полководец Святослав Игоревич (правил: с 942 по март 972) с войском спустился по Оке и Волге и разгромил Хазарский каганат. После этого полноправными хозяевами Причерноморских степей становятся печенеги. Приднепровье становится ареной печенежских набегов и войн. Именно здесь, в районе села Никольское-на-Днепре подкупленными печенегами в марте 972 года был коварно убит князь Святослав, возвращавшийся в Киев из похода на балканские владения Византии.
Постепенно отношения между Русью и печенегами портятся и под давлением Руси (разгром под Киевом в 1036 году) и торков, перекочевавших с востока, печенеги вытесняются на Нижний Дунай.
Однако уже в 1055 году в опустевших было степях на юго-восточных рубежах Киевского княжества появляются новые кочевники — половцы. В 1068 году зафиксирован их первый набег на Русские земли, после чего их набеги становятся регулярными, половцы активно принимают участие в междоусобицах русских князей, в том числе и по приглашению того или иного князя.
В XI—XIII веках степи Причерноморья носили название Половецкой земли как западной части Дешт-и-Кипчак.
В мае 1223 года немногочисленные обитатели Приднепровских степей могли наблюдать, как перед Днепровскими порогами с судов на берег высаживаются русские дружинники и следуют на восток. 31 мая 1223 года половецкие ханы и русские князья были разгромлены руководимыми Субэдэем и Джэбэ передовыми отрядами монголов Чингисхана на 250 км восточнее — на реке Калке.
В 1240-41 годах в эти степи монголы вернутся во главе орд центрально-азиатских племён. Северо-восточные и южные русские княжества будут разгромлены ханом Батыем — внуком Чингисхана и попадут в зависимость от вновь созданного в степи государства степняков — Золотой Орды. Половцы рассеются среди соседних народов и завоевателей.
В Средние века территория области первоначально входила в состав территории Золотой Орды (На Правобережье образовался Улус Куремсы, на Левобережье Днепра — Улус Мауцы), после упадка которой относилась к так называемому Дикому полю, население края составляли малочисленные кочевые племена ногайцев, находившиеся под контролем образовавшегося в 1427 году Крымского ханства.

### Литовско-польский период
В XIV веке литовские князья постепенно объединяют все западно-русские земли в единое государство — Великое Княжество Литовское. Границей его на юго-востоке служит р. Самара. Князь Витовт сумел вытеснить степняков и из излучины Днепра. Территория области оказалась хоть и на окраине, но все же в составе европейской цивилизации и более под контроль кочевников не попадала, хотя из-за близости к Крыму постоянно страдала от татарских набегов. В XV—XVII веках север области начинает заселяться выходцами из внутренних русских областей Речи Посполитой. В южной части, на пограничном с Крымским ханством Днепре, образуется база запорожского (Низового) казацкого войска (запорожские сечи). Казаки являлись заслоном на пути крымскотатарских отрядов вглубь Речи Посполитой.
В 1635 году при впадении Самары в Днепр польские власти для контроля над казаками построили крепость Кодак (на окраине современного города Днепр), ставшую (вместе с образовавшимся при ней городком) административным центром округи (Кодацкая паланка).
В начале 1648 года на сечь (в районе современного г. Никополь) прибыл Богдан Хмельницкий и поднял низовое казачество на вооружённую борьбу с Речью Посполитой. У современного города Жёлтые Воды на западе области весной 1648 г. запорожское войско одержало первую победу над польскими отрядами и двинулось далее на запад. К концу XVIII века земли войска Запорожского оказались под совместным управлением Москвы и Речи Посполитой.

### В Российской империи
В результате русско-турецкого мирного договора 1774 земли в нижнем течении Днепра вошли в состав Российской империи. После ликвидации Екатериной II Запорожской Сечи эти земли были переданы в состав Азовской и Новороссийской губернии (на территории современного юга Украины), недалеко от устья Самары заложен новый губернский город Екатеринослав (1776 год). С этого момента активизировался процесс заселения этих мест оседлыми жителями. Кроме украинцев и русских, среди новых поселенцев были и немецкие колонисты, приглашённые Екатериной II для сельскохозяйственного освоения присоединённых степей бывшего Дикого Поля. Территория области вошла в т. н. «черту оседлости», поэтому в городах поселилось значительное количество евреев, переезжавших сюда из западных губерний. Так, к началу XX века евреи составляли около 1/3 населения г. Екатеринослав.
В 1783 году было образовано Екатеринославское наместничество, на территории которого размещаются ныне части четырёх областей, в том числе и Днепропетровская область Украины. Губернский город был заново основан на новом месте, на холме над Днепром, у казацкого селения Половица и позднее поглотил и его, и другие казацкие села в округе. В планы Екатерины II, активно поддерживаемые её фаворитом, губернатором Г. А. Потёмкиным, входило превратить город в «Южную Пальмиру», третью столицу Российской империи. Однако смерть императрицы и недостаток средств в казне не дали этим планам осуществиться. Тем не менее, губернский центр был основан и постепенно развивался. Правда, Екатеринослав почти 100 лет оставался провинциальным городом, его даже определили в 1820 г. местом для ссылки опального А. С. Пушкина.
В конце XIX века на территории области были обнаружены залежи железной руды (в урочище Кривой Рог), угля, других полезных ископаемых. После этого началось бурное промышленное развитие региона, ставшего одним из важнейших в Российской империи. Имеющаяся в нынешнее время база тяжёлой промышленности была заложена в конце XIX века.
Пролетариат Екатеринослава принимал активное участие в революционных движениях с начала XX века; многие видные деятели ВКП(б) были связаны с этими краями и в дальнейшем Днепропетровщина получила название «кузницы кадров»: отсюда происходили Н. И. Махно, Л. И. Брежнев, В. В. Щербицкий и ряд членов Политбюро и ЦК КПСС.

### Советский период
В годы Гражданской войны территория области стала ареной упорных боёв. Среди крестьянского населения большую популярность получили идеи анархизма. В селе Гуляйполе (ныне Запорожской области) с 1917 по 1920 располагался центр Повстанческой армии махновцев.
9 февраля 1932 года в результате административно-территориальной реформы была образована Днепропетровская область — одна из пяти первых областей республики.
Её территория значительно отличалась от современной Днепропетровской области и включала территорию современных Запорожской области, северной части Херсонской области и восточной части Донецкой области.
2 июля 1932 года постановлением ВУЦИК из состава Днепропетровской и Харьковской областей была выделена Донецкая область с центром в городе Артёмовск. Уже 16 июля 1932 года центром области становится город Сталино.
22 сентября 1937 года от Днепропетровской области к нообразованной Николаевской области переданы Александрийский, Ново-Пражский, Петровский, Долинский, Новогородковский, Казанковский, им. Фрица Геккерта, Ново-Троицкий и Больше-Лепетихский районы.
10 января 1939 года из состава Днепропетровской области выделена Запорожская область, территория области была зафиксирована в современных границах.
Валовая продукция крупной промышленности в 1940 году в неизменных ценах составила 2432 млн рублей.
В период Великой Отечественной войны территория области была ареной ожесточённого противостояния между советской и немецкой армиями. Днепропетровская область из-за своего стратегического положения занимала особое место в геополитической программе Гитлера (см. Восточный вал). Зона стала местом ожесточённых боёв, например битвы за Днепр.
В 1950—1980-х годах Днепропетровская область превратилась в один из самых экономически и политически влиятельных регионов Украинской ССР и всего Советского Союза. Область занимала лидирующие позиции по развитию урбанизации, доле городского населения, строительству предприятий тяжёлой и лёгкой промышленности. Главное место в экономике занимали металлургические предприятия и предприятия ВПК.
В 1960—1980-х годах выходцы из Днепропетровской области и соседних регионов Украинской ССР традиционно занимали ведущие позиции в политической элите СССР. Сформировался политический феномен поздней советской эпохи — так называемый «днепропетровский клан». Роль «днепропетровских» политических структур оставалась традиционно сильной и в первый период независимой Украины на протяжении 1990-х — начала 2000-х годов и была существенно ограничена только после событий 2004 года.

## Население
| 1939       | 1959       | 1970       | 1979       | 1989       | 1990       | 1991       | 1992       | 1993       |
| ---------- | ---------- | ---------- | ---------- | ---------- | ---------- | ---------- | ---------- | ---------- |
| 2 273 400  | ↗2 704 800 | ↗3 343 000 | ↗3 639 400 | ↗3 881 200 | ↗3 899 400 | ↗3 908 700 | ↗3 918 600 | ↗3 936 400 |
| 1994       | 1995       | 1996       | 1997       | 1998       | 1999       | 2000       | 2001       | 2002       |
| ↘3 923 700 | ↘3 888 800 | ↘3 848 300 | ↘3 805 000 | ↘3 758 700 | ↘3 714 900 | ↘3 662 600 | ↘3 612 600 | ↘3 567 600 |
| 2003       | 2004       | 2005       | 2006       | 2007       | 2008       | 2009       | 2010       | 2011       |
| ↘3 532 800 | ↘3 502 900 | ↘3 476 200 | ↘3 447 200 | ↘3 422 900 | ↘3 398 400 | ↘3 374 200 | ↘3 355 500 | ↘3 336 500 |
| 2012       | 2013       | 2014       | 2015       | 2017       | 2018       | 2020       | 2022       |            |
| ↘3 320 300 | ↘3 307 800 | ↘3 292 400 | ↘3 276 600 | ↘3 230 400 | ↗3 231 140 | ↘3 176 648 | ↘3 096 485 |            |

На 1 января 2020 года численность населения области составляла 3 176 648 человек, в том числе городское население 2 668 744 человека (84,01 %), сельское — 507 904 человека (15,99 %).
В Днепропетровской области по данным Украинской переписи населения 2001 года проживало 3,56 миллиона человек. Численность населения области, на 1 мая 2014 года, составляет 3 285 626 человек (что на 16 126 человек меньше, чем 1 мая 2013 года), в том числе городское население — 2 746 491 человек (83,59 %), сельское — 539 135 человек (16,41 %). Постоянное население — 3 282 317 человек, в том числе городское население — 2 740 483 человека (83,49 %), сельское — 541 834 человека (16,51 %). Плотность населения — около 103 чел./км². Область является второй на Украине по численности населения. В 2013 году родилось 36 134 человека (11,0/1000 чел.). Умерло — 51 141 человек (17,0/1000 чел.), в том числе 276 детей в возрасте до 1 года. В том же году приехало на постоянное место жительство — 16 166 человек (139,1/10 000 чел.), уехало — 16 523 человека (140,2/10 000 чел.), поменяли место жительства в пределах области — 29 730 человек. За 2013 год численность населения сократилась на 15 364 человек, в том числе за счёт отрицательного природного прироста — на 15 007 человек (-6,0/1000 чел.; 97,68 %), за счёт отрицательного миграционного прироста — на 357 человек (-1,1/10 000 чел.; 2,32 %). В 2013 году в области проживало 1021,7 тысяч пенсионеров.
Численность населения области по годам в тысячах человек:
- 2273,4 (1939 год)[18];
- 2704,8 (1959 год)[19];
- 3343,0 (1970 год)[20];
- 3639,4 (1979 год)[21];
- 3881,2 (1989 год)[22];
- 3899,4 (1990 год)[23];
- 3908,7 (1991 год)[23];
- 3918,6 (1992 год)[23];
- 3936,4 (1993 год)[23];
- 3923,7 (1994 год)[23];
- 3888,8 (1995 год)[24];
- 3848,3 (1996 год)[24];
- 3805,0 (1997 год)[24];
- 3758,7 (1998 год)[24];
- 3714,9 (1999 год)[24];
- 3662,6 (2000 год)[24];
- 3612,6 (2001 год)[24];
- 3567,6 (2002 год)[24];
- 3532,8 (2003 год)[24];
- 3502,9 (2004 год)[24];
- 3476,2 (2005 год)[24];
- 3447,2 (2006 год)[24];
- 3422,9 (2007 год)[24];
- 3398,4 (2008 год)[24];
- 3374,2 (2009 год)[24];
- 3355,5 (2010 год)[24];
- 3336,5 (2011 год)[24];
- 3320,3 (2012 год)[24];
- 3307,8 (2013 год)[24];
- 3292,4 (2014 год)[25].
- 3276,6 (2015 год)[26]

Максимум численность жителей региона достигала в 1993 году — 3 936 400 жителей, с 1993 года население области сокращается в среднем на 30,3 тысяч человек в год. С 1993 года по 1 мая 2014 года оно сократилось на 650,8 тысяч человек.

### Национальный состав
Этнический состав Днепропетровской области на 2001 год.
| Национальность | Численность (чел.) | Процентное соотношение |
| -------------- | ------------------ | ---------------------- |
| украинцы       | 2825,8 тыс.        | 79,3 %                 |
| русские        | 627,5 тыс.         | 17,6 %                 |
| белорусы       | 29,5 тыс.          | 0,8 %                  |
| евреи          | 13,7 тыс.          | 0,4 %                  |
| армяне         | 10,6 тыс.          | 0,3 %                  |
| азербайджанцы  | 5,6 тыс.           | 0,2 %                  |

Показаны народы с численностью более 1 тысячи человек:
- украинцы — 2 825 781;
- русские — 627 531;
- белорусы — 29 528;
- евреи — 13 799;
- армяне — 10 683;
- не указавшие национальность — 7831;
- азербайджанцы — 5683;
- молдаване — 4398;
- цыгане — 4067;
- татары — 3835;
- немцы — 3773;
- поляки — 3288;
- грузины — 2834;
- болгары — 2269;
- корейцы — 1446;
- казахи — 1361;
- греки — 1147.

### Языковой состав
По данным переписи населения Российской империи 1897 года, языковой состав тогдашних административных единиц, территории которых сегодня составляют бо́льшую часть территорий Днепропетровской области, характеризовался преобладанием украинского языка:
- Верхнеднепровский уезд — украинский язык — 90,31 %, русский язык — 4,66 %, идиш — 2,57 %, немецкий язык — 2,10 %
  - сельская местность Верхнеднепровского уезда — украинский язык — 91,43 %, русский язык — 4,46 %, немецкий язык — 2,17 %, идиш — 1,65 %
  - г. Верхнеднепровск — украинский язык — 55,99 %, идиш — 30,76 %, русский язык — 11,03 %
- Новомосковский уезд — украинский язык — 93,23 %, русский язык — 3,70 %, идиш — 1,40 %, немецкий язык — 1,33 %
  - сельская местность Новомосковского уезда — украинский язык — 94,06 %, русский язык — 3,39 %, немецкий язык — 1,39 %
  - г. Новомосковск — украинский язык — 77,28 %, идиш — 11,15 %, русский язык — 9,60 %
- Павлоградский уезд — украинский язык — 79,71 %, русский язык — 14,38 %, идиш — 2,93 %, немецкий язык — 2,31 %
  - сельская местность Павлоградского уезда — украинский язык — 82,81 %, русский язык — 13,04 %, немецкий язык — 2,43 %, идиш — 1,28 %
  - г. Павлоград — русский язык — 34,36 %, украинский язык — 33,43 %, идиш — 27,59 %, польский язык — 1,98 %, татарский язык — 1,17 %
- Екатеринославский уезд — украинский язык — 55,71 %, русский язык — 21,05 %, идиш — 13,00 %, немецкий язык — 5,77 %, польский язык — 2,22 %, белорусский язык — 1,13 %
  - сельская местность Екатеринославского уезда — украинский язык — 74,15 %, русский язык — 11,48 %, немецкий язык — 7,85 %, идиш — 2,64 %, польский язык — 1,85 %, белорусский язык — 1,08 %
  - г. Днепр — русский язык — 41,78 %, идиш — 35,43 %, украинский язык — 15,76 %, польский язык — 3,03 %, немецкий язык — 1,27 %, белорусский язык — 1,23 %

Перепись 1926 года также показала преобладание украинского языка в административных единицах, территории которых вскоре вошли в состав Днепропетровской области:
- Днепропетровский округ — украинский язык — 77,2 %, русский язык — 18,0 %
- Криворожский округ — украинский язык — 85,4 %, русский язык — 9,3 %

Вследствие проводимой во времена СССР русификации Украины доля украиноязычных в населении Днепропетровской области существенно снизилась, а доля русскоязычных — возросла. Родной язык населения Днепропетровской области по результатам переписей населения, %
|            | 1959 | 1970 | 1979 | 1989 | 2001 |
| ---------- | ---- | ---- | ---- | ---- | ---- |
| Украинский | 72,1 | 67,9 | 64,3 | 61,5 | 67,0 |
| Русский    | 26,5 | 31,0 | 34,6 | 37,2 | 31,9 |
| Другие     | 1,4  | 1,1  | 1,1  | 1,3  | 0,8  |

Родной язык населения Днепропетровской области по данным переписи 2001 года:
|                          | Украинский | Русский |
| ------------------------ | ---------- | ------- |
| Днепропетровская область | 67,0       | 31,9    |
| Днепр (горсовет)         | 46,5       | 52,5    |
| г. Вольногорск           | 81,4       | 18,3    |
| Каменское (горсовет)     | 65,5       | 33,8    |
| Жёлтые Воды (горсовет)   | 77,1       | 20,9    |
| Кривой Рог (горсовет)    | 71,4       | 27,2    |
| Марганец (горсовет)      | 72,2       | 26,7    |
| г. Никополь              | 56,0       | 42,7    |
| г. Новомосковск          | 80,9       | 18,5    |
| Покров (горсовет)        | 67,7       | 31,7    |
| г. Павлоград             | 59,2       | 39,8    |
| г. Першотравенск         | 40,2       | 58,9    |
| г. Синельниково          | 78,0       | 20,2    |
| Терновка (горсовет)      | 21,2       | 78,0    |
| Апостоловский район      | 86,6       | 12,6    |
| Васильковский район      | 94,5       | 4,6     |
| Верхнеднепровский район  | 90,0       | 9,2     |
| Днепровский район        | 80,7       | 18,3    |
| Криворожский район       | 91,4       | 7,7     |
| Криничанский район       | 94,0       | 4,7     |
| Магдалиновский район     | 93,9       | 4,8     |
| Межевский район          | 94,7       | 3,9     |
| Никопольский район       | 89,7       | 9,8     |
| Новомосковский район     | 86,2       | 12,9    |
| Павлоградский район      | 76,0       | 23,4    |
| Петриковский район       | 95,5       | 4,0     |
| Петропавловский район    | 91,4       | 8,0     |
| Покровский район         | 95,3       | 4,2     |
| Пятихатский район        | 92,3       | 6,3     |
| Синельниковский район    | 90,0       | 8,8     |
| Солонянский район        | 92,7       | 6,4     |
| Софиевский район         | 94,6       | 4,3     |
| Томаковский район        | 92,8       | 6,6     |
| Царичанский район        | 95,4       | 3,9     |
| Широковский район        | 92,5       | 6,4     |
| Юрьевский район          | 92,8       | 6,0     |

Украинский язык является единственным официальным языком на всей территории Днепропетровской области.
По данным исследований, проведённых социологической службой Центра Разумкова в 2006—2007 годах, 37,4 % респондентов из Днепропетровской области считали своим родным языком только украинский, 24,6 % — только русский, одновременно украинский и русский языки — 35,7 %. 19,8 % опрошенных считали, что украинский язык должен быть единственным официальным на всей территории Украины, в то время как относительное большинство — 42,1 % — придерживались мнения, что украинский язык должен быть единственным государственным, а русский — вторым официальным в некоторых регионах страны. В результатах исследований не упоминается доля респондентов из Днепропетровской области, считавших, что русскому должен быть предоставлен статус второго государственного языка.
По данным исследования Киевского международного института социологии, проведённого 8—16 апреля 2014 года, 65,6 % респондентов из Днепропетровской области не согласились с утверждением о том, что «Россия справедливо защищает интересы русскоязычных граждан на юго-востоке», 21,0 % — согласились. С утверждением о том, что «в Украине ущемляются права русскоязычного населения», не согласились 79,7 % опрошенных, согласились — 12,4 %. С утверждением о том, что в Днепропетровской области ущемляются права украиноязычного населения, не согласились 87,9 % респондентов, 3,5 % — согласились.
По данным исследования, проведённого социологической службой Центра Разумкова с 11 по 23 декабря 2015 года, половина респондентов из Днепропетровской области считали своим родным языком только украинский, 15 % — только русский, одновременно украинский и русский языки — 32 %. 38 % опрошенных жителей региона считали, что украинский язык должен быть единственным официальным на всей территории Украины. 36 % считали, что украинский язык должен быть единственным государственным, а русский — вторым официальным в некоторых регионах страны. 16 % придерживались мнения, что русскому должен быть предоставлен статус второго государственного языка. 66 % респондентов из Днепропетровской области согласились с утверждением, что каждый гражданин Украины, независимо от его этнического происхождения, должен владеть украинским языком в объёме, достаточном для повседневного общения, знать основы украинской истории и культуры.
По данным опроса, проведённого Социологической группой «Рейтинг» с 16 ноября по 10 декабря 2018 года в рамках проекта «Портрети Регіонів», 52 % жителей Днепропетровской области считали, что украинский язык должен быть единственным государственным языком на всей территории Украины. 10 % считали, что украинский язык должен быть единственным государственным языком, а русский — вторым официальным в некоторых регионах страны. 36 % считали, что русский должен стать вторым государственным языком страны. 2 % затруднились с ответом.
3 декабря 2021 года решением Днепропетровского областного совета в Днепропетровской области утверждена «Программа развития и функционирования украинского языка как государственного во всех сферах общественной жизни в Днепропетровской области на 2022—2030 годы», главной целью которой является усиление позиций украинского языка в различных сферах общественной жизни региона.
По данным исследования Центра контент-анализа, проведённого в период с 15 августа по 15 сентября 2024 года, темой которого стало соотношение украинского и русского языков в украинском сегменте социальных сетей, в Днепропетровской области на украинском языке писалось 65,0 % сообщений (в 2023 году — 57,7 %, в 2022 году — 45,1 %, в 2020 году — 8,9 %), на русском — 35,0 % (в 2023 году — 42,3 %, в 2022 году — 54,9 %, в 2020 году — 91,1 %).
После провозглашения Украиной независимости в области, как и в стране в целом, происходит постепенная украинизация русифицированной в советское время системы образования. Динамика соотношения языков преподавания в учреждениях общего среднего образования в Днепропетровской области:
| Язык преподавания | Учебный год | Учебный год | Учебный год | Учебный год | Учебный год | Учебный год | Учебный год | Учебный год | Учебный год | Учебный год | Учебный год | Учебный год | Учебный год | Учебный год |
| Язык преподавания | 1991/92     | 1992/93     | 1993/94     | 1994/95     | 1995/96     | 2000/01     | 2005/06     | 2007/08     | 2010/11     | 2012/13     | 2015/16     | 2018/19     | 2021/22     | 2022/23     |
| ----------------- | ----------- | ----------- | ----------- | ----------- | ----------- | ----------- | ----------- | ----------- | ----------- | ----------- | ----------- | ----------- | ----------- | ----------- |
| Украинский        | 31,1 %      | 32,6 %      | 36,3 %      | 41,8 %      | 46,0 %      | 68,0 %      | 78,0 %      | 80,0 %      | 81,0 %      | 81,0 %      | 81,0 %      | 83,0 %      | 97,61 %     | 99,93 %     |
| Русский           | 68,9 %      | 67,4 %      | 63,4 %      | 58,2 %      | 54,0 %      | 32,0 %      | 22,0 %      | 20,0 %      | 19,0 %      | 19,0 %      | 19,0 %      | 17,0 %      | 2,39 %      | 0,07 %      |

В период с 2012/13 по 2016/17 учебный год в Днепропетровской области доля учеников, изучающих русский язык либо в русскоязычных классах, либо как отдельный предмет в классах с украинским языком преподавания, сократилась с 79,83 % до 72,52 %.
По данным Государственной службы статистики Украины в 2023/24 учебном году из 318 289 учащихся в учреждениях общего среднего образования в Днепропетровской области 318 245 (99,99 %) обучались в украиноязычных классах, 44 (0,01 %) — в русскоязычных.
По данным Государственной службы статистики Украины в 2024/25 учебном году все 304 080 учащихся в учреждениях общего среднего образования в Днепропетровской области обучались в украиноязычных классах.

## Административно-территориальное устройство
Административный центр Днепропетровской области — город Днепр, в ходе декоммунизации переименован из Днепропетровска в 2016 году. Сама область пока сохраняет прежнее название, так как для её переименования недостаточно обычного закона — оно требует внесения изменений в Конституцию Украины. 20 июня 2018 года Комитет Верховной Рады предложил переименовать Днепропетровскую область в Днепровскую. На заседании 7 февраля 2019 года депутаты Верховной Рады поддержали законопроект о переименовании области в Сечеславскую.

### Районы
17 июля 2020 года принято новое деление области на 7 районов:
| № | Район                 | Население (тыс. чел.) | Площадь (км²) | Административный центр |
| - | --------------------- | --------------------- | ------------- | ---------------------- |
| 1 | Днепровский район     | ▼1 145 065            | 5605,6        | Днепр                  |
| 2 | Каменский район       | ▼423 443              | 4803,4        | Каменское              |
| 3 | Криворожский район    | ▼743 934              | 5724,9        | Кривой Рог             |
| 4 | Никопольский район    | ▼250 746              | 3240,6        | Никополь               |
| 5 | Самаровский район     | ▼167 526              | 3478,2        | Самар                  |
| 6 | Павлоградский район   | ▼166 797              | 2490,3        | Павлоград              |
| 7 | Синельниковский район | ▼198 974              | 6616,6        | Синельниково           |

Районы в свою очередь делятся на городские, поселковые и сельские объединённые территориальные общины (укр. об'єднана територіальна громада).

### Города
| - Апостолово - Верхнеднепровск - Верховцево - Вольногорск - Днепр - Жёлтые Воды - Зеленодольск | - Каменское - Кривой Рог - Марганец - Никополь - Самар - Павлоград - Перещепино | - Шахтёрское - Покров - Подгородное - Пятихатки - Синельниково - Терновка |

### Общая карта
Легенда карты:
|  | Областной центр, более 1 000 000 чел. |
|  | от 500 000 до 1 000 000 чел.          |
|  | от 100 000 до 500 000 чел.            |
|  | от 50 000 до 100 000 чел.             |
|  | от 20 000 до 50 000 чел.              |
|  | от 10 000 до 20 000 чел.              |

### История деления области
Число административных единиц, местных советов и населённых пунктов области до 17 июля 2020 года:
- районов — 22;
- районов в городах — 18;
- населённых пунктов — 1501, в том числе:
  - сельских — 1436;
  - городских — 65, в том числе:
    - посёлков городского типа — 45;
    - городов — 20, в том числе:
      - городов областного значения — 13;
      - городов районного значения — 7;
- сельских советов — 288.

### Органы власти
Местное самоуправление в области осуществляет Днепропетровский областной совет, исполнительную власть — областная государственная администрация. Главой области является председатель облгосадминистрации, назначаемый президентом Украины по представлению Кабинета Министров Украины на срок полномочий президента. Областной совет VII созыва имеет в своём составе 120 депутатов (в VI созыве было 140 депутатов):
| Место | Партия                                | Всего депутатов |
| ----- | ------------------------------------- | --------------- |
| 1     | Слуга народа                          | 30 из 120       |
| 2     | Оппозиционная платформа — За жизнь    | 27 из 120       |
| 3     | Пропозиция                            | 17 из 120       |
| 4     | Блок Вилкула «Украинская перспектива» | 16 из 120       |
| 5     | Европейская солидарность              | 13 из 120       |
| 6     | Гражданская сила                      | 9 из 120        |
| 7     | Батькивщина                           | 8 из 120        |

С 25 марта 2015 года по 24 января 2023 года председателем государственной администрации Днепропетровской области был Валентин Резниченко.
В 2019—2020 годах — председателем Днепропетровской областной государственной администрации был Бондаренко Александр Викторович.

## Экономика
Днепропетровская область является уникальной среди других областей Украины по разнообразию месторождений полезных ископаемых. В её недрах разведано 302 месторождения и около 950 рудопроявлений. В области добывается 39 видов минерального сырья. Криворожский бассейн с разведанными запасами железных руд более 15 млрд тонн и объёмом добычи 87 млн занимает первое место на Украине. Область претендует на звание экономического локомотива Украины. Наличные запасы позволяют обеспечить чёрную металлургию сырьём на длительное время в третьем тысячелетии.

### Промышленность
Область имеет мощный промышленный потенциал. Он характеризуется высоким уровнем развития тяжёлой индустрии. В регионе сконцентрировано 587 промышленных предприятий 15 отраслей, на которых работает 451,7 тыс. человек. На Днепропетровщине изготавливается 15,6 % всей промышленной продукции Украины. По этому показателю область занимает второе место по Украине.
В недрах области сосредоточены значительные залежи камней облицовочного сырья богатой цветовой гаммы. В этом направлении можно ожидать существенного увеличения производства. В крае разведано 15 месторождений минеральных вод, дающих возможность полностью обеспечить потребности населения в лечебных, лечебно-столовых и столовых минеральных водах.
Область обладает единственным на Украине месторождением тальк-магнезитов. Его введение в эксплуатацию даёт возможность на 60-70 % обеспечить потребности Украины в огнеупорном сырьё и значительно уменьшить её импорт из других стран. Просяновское месторождение первичных каолинов по запасам и качеству сырья считается лучшим в мире.
Основа промышленности области — горно-металлургический комплекс, в состав которого входят 57 предприятий. Среди них:— 24 горнорудных предприятия; — 23 предприятия чёрной металлургии (из них 2 горно-металлургических комбината, 3 металлургических, 4 трубных, 3 коксохимических и 1 ферросплавный завод). На предприятиях отрасли работает 209,5 тыс. человек. Продукция отрасли составляет 39,5 % объёмов производства чёрной металлургии Украины.
В области добывается 100 % марганцевой товарной руды, 82,4 % железной руды, производится 72,3 % труб, 36,2 % металлопроката, 33,6 % чугуна, 32,1 % стали, 28 % кокса от общего объёма по Украине. Большая часть продукции сертифицирована и отвечает мировому уровню качества. В металлургии внедрена технология производства стали, позволяющая получать сталь с содержанием серы и фосфора не большее 0,025 %, проводить дополнительное легирование молибденом, ванадием, титаном. Это позволяет изготовлять прокат, который по химическому составу и механическими свойствами отвечает требованиям стандартов DIN, EN, ASTM, API и другим.
Трубное производство области позволяет изготовлять трубы более чем 140 тыс. типоразмеров из 400 марок сталей различными способами горячей и холодной деформации, центробежного литья, методом сварки. Освоена технология производства стальных труб широкого сортамента с эмалевым покрытием, а также труб из латуни, алюминия, титана, циркония. Изготавливаются цельнокатаные железнодорожные колёса, бандажи, кольцевые изделия, которые экспортируются более чем в 35 стран мира.
Область обладает значительными запасами каменного и бурого угля и имеет все возможности для успешного развития угольной отрасли. Балансовые запасы угля, сосредоточенные в области составляют более 21 млрд тонн. На 2016 год ежегодно добывается около 18 млн тонн угля, что составляет почти 25 % общего объёма добычи газовых и коксующихся углей по Украине. С работой 10 угледобывающих предприятий тесно связана жизнедеятельность шахтёрских городов Днепропетровщины — Павлограда, Першотравенска (Шахтёрского), Терновки. На предприятиях отрасли работает около 30 тыс. рабочих.
Никопольское месторождение марганца, на базе которого работают два горно-обогатительных комбината, будет работать в 2025—2026 годы. Будущее области — в развитии цветной, золотодобывающей и золото перерабатывающей отраслей. Потенциальные ресурсы золота, молибдена, вольфрама в пределах Сурской, Чертомлыкской, Верховцевской структур, а также Кривбасса внушительно свидетельствуют, что после полного завершения геологоразведочных работ область будет иметь несколько крупных по запасам месторождений золота (Сергиевское и другие) и средних по запасам месторождений молибдена и вольфрама. Также в пределах области разведано большое количество месторождений неметаллических полезных ископаемых. По своему ресурсному потенциалу область занимает первое место на Украине.
Днепропетровская область — занимает второе место на Украине по производству электроэнергии. Основную часть в структуре электрогенерирующих мощностей составляют Приднепровская и Криворожская тепловые электростанции общей мощностью 4,7 тыс. МВт и Среднеднепровская гидроэлектростанция мощностью 0,35 тыс. МВт. В области вырабатывается 8,9 % всего объёма электроэнергии, производимой на Украине. В электроэнергетике работает 14,1 тыс. человек. Никопольская солнечная электростанция (СЭС) мощностью 246 МВт построена в Никопольском районе.

### Связь
В области успешно развиваются инфраструктуры электросвязи. Созданы магистральные и спутниковые каналы телекоммуникационной связи, что обеспечивает предоставление качественных услуг связи всем потребителям в области. В 2011 году популярностью у населения пользовались услуги курьерской деятельности и компьютерной связи (увеличение доходов по сравнению с 2010 года на 45,7 % и 4,6 % соответственно).
Область обеспечена мобильной связью в стандартах GSM, NMT, 3G, LTE, сотовой связи стандарта D-AMPS, радиотелефонной связью. Действуют сети Украинской мобильной связи: СП ГТУ «Украинская мобильная связь» (UMC) (с 2007 года украинская дочерняя компания российского мобильного оператора МТС), Днепропетровский филиал ЗАО «Киевстар Дж. Эс. Эм», СП ООО «Цифровая сотовая связь» (DCC) (с 2005 года ООО «Астелит», которое предоставляет услуги мобильной связи в сети life:) (лайф), ООО «Украинские радиосистемы» (WellCOM, Mobi и Privat:Mobile до 2006 года, с 2006 по 2011 гг. Билайн), которое в 2011 году вошло в состав компании «Киевстар», Днепропетровский филиал Утел (Utel) ПАО «Укртелеком», ОАО «Телесистемы Украины» (PeopleNet, Ньютон), бурно развивается интернет. Количество абонентов сети увеличилось на 8,8 % и составляет 247,3 тыс. человек.
Внедрение информационных технологий и современного почтового оборудования позволяет организовать предоставление услуг электронной и гибридной почты, осуществления банковских операций, различных видов расчётов и предоставления информационных услуг.

### Химическая отрасль
В этой отрасли на данный момент 17 предприятий, продукция которых широко известна на Украине и за её пределами: лакокрасочные материалы, минеральные удобрения, шины, взрывчатка и другие. На предприятиях отрасли работает 21,7 тыс. человек. Продукция отрасли составляет 17,9 % объёма производства химической и нефтехимической промышленности Украины. В области освоено и изготавливается более 80 типоразмеров шин, в том числе крупногабаритных и низкого давления для современной сельскохозяйственной техники. Они экспортируются в 30 стран мира. Лакокрасочное производство является одним из крупнейших на Украине. С учётом экологически чистых новых технологий освоено более 120 видов лакокрасочной продукции. В регионе изготавливаются новые материалы, конструкции, резинотехнические изделия для многих отраслей — космоса, воздушного транспорта, науки и др., осваивается изготовление эластомеров.
На территории области сформировался и функционирует большой комплекс машиностроительной и металлообрабатывающей промышленности. Его вклад в общегосударственное производство составляет 10,5 %. На более чем 160 предприятиях отрасли работает 99,3 тыс. человек. В области работают предприятия практически всех отраслей машиностроения. Наиболее развитыми являются металлургическое, транспортное, электротехническое, горно-шахтное и горнорудное, строительно-дорожное и коммунальное, химическое и полимерное машиностроение, станкостроение.
Продукция отрасли широко известна за её пределами. Это — трактора, прессы, вагоноопрокидыватели, шлаковозные чаши и др. За последние годы освоено ряд новых видов продукции (трамваев, троллейбусов, магнитных сепараторов и длинного ряда оборудования для горно-металлургического комплекса, угольной промышленности, сельского хозяйства, лёгкой и перерабатывающей промышленности), разработаны и изготовляются магистральные электровозы. Кроме того, подготовлен к производству магистральный пассажирский электровоз. На предприятиях области освоено производство городских и междугородних автобусов, многотонных автомобильных полуприцепов европейского стандарта.
Днепропетровская область — один из мировых центров ракетно-космического строения. Высокое техническое оснащение и квалификация инженерного и рабочего персонала, позволяющая разрабатывать и изготовлять экологически чистые ракеты-носители и другие космические аппараты, которые не имеют аналогов в мировой практике. В регионе внедрено более 1500 новых прогрессивных технологических процессов, в том числе почти 500 из них — малоотходные и ресурсосберегающих, освоено производство около 300 новых видов техники. Многие проекты, разработанные и внедрённые в регионе, находятся на уровне достижений мировой науки. Свидетельством тому является запуски отечественных ракет-носителей «Циклон», «Зенит» и «Днепр» в рамках международных проектов «Морской старт», «Глобалстар» и межгосударственный договор с Федеративной республикой Бразилия по использованию ракеты-носителя «Циклон-4» на пусковом центре Алкантара.
Учёными физико-технического института Днепропетровского Национального университета разработаны образцы контейнеров для хранения радиационных отходов, а также коррозионностойкие контейнеры для хранения высокотоксичных химических отходов.
Показательным примером сотрудничества науки и производства стал опытный образец мирового уровня грузопассажирского электровоза переменного тока ДС-3, изготовленный Днепропетровским НПК «Электровозостроение» с участием немецкой фирмы «Сименс» и Харьковского предприятия «Электротяжмаш».
Внедрены новые технологии взрывных работ с использованием бестротиловых взрывчатых веществ на ОАО «ППП» «Кривбассвзрывпром». На ОАО «Днепровагонмаш» освоено серийное производство грузовых магистральных и промышленных вагонов.
Введён в строй завод по производству аккумуляторных батарей нового поколения на НАК «ИСТА» и интегрированных ветро-солнечные систем на ЗАО «Веста-Днепр». ООО «Корпорация „Агро-Союз“» постоянно внедряет современные технологии и оборудование для подготовки и обработки земли.

### Лёгкая промышленность
Имеет мощный производственный потенциал, особенно по выпуску швейных и трикотажных изделий, обуви, искусственного меха, игрушек, шерстяной и хлопковой пряжи, швейных ниток. Производство продукции отрасли составляет 4,4 % общеукраинского. Его обеспечивают 13,4 тыс. человек. Ряд предприятий отрасли переоснащены и оборудованы современнейшим технологическим оборудованием. Это даёт возможность изготавливать высококачественные конкурентоспособные изделия. По прогрессивным технологиям изготавливается верхняя одежда, изделия для женщин, экспортируемые в такие страны, как Франция, Канада, Германия, Англия и другие.

### Агропромышленный комплекс
Агропромышленный комплекс — второе после промышленности структурное подразделение хозяйства области. Он является одним из наиболее развитых секторов экономики области, на него приходится более 14 % совокупного производства.
Почвы почти на всей территории Днепропетровской области преимущественно плодородные чернозёмы. Сельскохозяйственное производство осуществляется на 2299,3 тыс. га, или на 73,4 % общей площади области. В сельском хозяйстве работает 131,2 тыс. человек. В структуре сельскохозяйственных угодий пашни составляют 66 %, сенокосы и пастбища —10,8 %. Орошаемые земли составляют 10,6 % площади пашни. Специализация области— производство зерна, подсолнечника, сахарной свёклы, овощей.
Общее количество сельскохозяйственных субъектов хозяйствования — 4014, в том числе: фермерские хозяйства — 3368, хозяйственные общества — 433, частные предприятия — 156, государственные предприятия — 18, производственные кооперативы — 11, другие субъекты хозяйствования — 28. Численность работающих — более 33 тыс. человек.
Развитие сельскохозяйственного производства базируется на усовершенствовании структуры посевных площадей, сельскохозяйственных культур, внедрении почвозащитных систем обработки грунта, сокращении распашки грунтов. Предусматривается проводить с интенсивными технологиями выращивания зерновых культур на площади 600 тыс. га (75 %), всей площади посева сахарной свёклы и 30 % посевов подсолнечника. Продолжается работа по созданию специализированного молочного скотоводства за счёт формирования голштинских стад путём разведения импортированных животных, а также собственной репродукции. Повышается генетический потенциал скота. В молочном скотоводстве функционирует 6 племенных заводов, 9 племенных репродукторов и 36 племенных ферм. В области работают 2 племенных конных завода, где проводится селекционная работа и выращивание племенных лошадей. Значительная часть лошадей экспортируется в далёкое зарубежье.
Днепропетровская область является ведущей на Украине по численности субъектов племенного дела и качеством племенных ресурсов. Генетические ресурсы области сконцентрированы в 21 племенном заводе и 41 племенных репродукторов по разведению молочного и мясного скотоводства.
Стабильно наращивает темпы производства пищевая и перерабатывающая промышленность области. В области производится 5,6 % объёма продуктов питания на Украине. В отрасли работает 25,3 тыс. человек. Предприятиями изготавливаются колбасные изделия, молочные продукты, натуральные фруктовые соки, минеральные воды и безалкогольные напитки, пекарские дрожжи, масло, алкогольные напитки, конфеты, халва, другие кондитерские изделия. Продукция ряда предприятий соответствует мировому уровню качества и пользуется спросом не только на Украине, но и за её пределами.

### Строительный комплекс
Днепропетровская область по своей производственной мощности, основным фондам, количеству работающих, объёмам выполненных строительно-монтажных работ занимает второе место на Украине и имеет выраженный общестроительный характер. Это 343 общестроительные и специализированные организации, 205 из которых находятся в составе организаций типа холдингов (трестов), большая часть последних объединена в 9 больших общестроительных и специализированных структур. На территории области работают пять домостроительных комбинатов общей мощностью 955 тысяч м² жилья в год. Кроме того, выполнением общестроительных и специальных видов работ занимается около 700 малых предприятий и 40 кооперативов.
Несмотря на значительное уменьшение инвестиций в капитальное строительство, предприятия и организации строительного комплекса Днепропетровской области продолжают наращивать объёмы работ как в промышленном, так и гражданском строительстве. В 1999 году введено в действие основных фондов на сумму 1152,3 млн грн. (8,2 % от объёмов по Украине). Объём подрядных работ, выполненных собственными силами, составил 634,3 млн грн. (8,5 % от объёмов по Украине). По вводу жилья в 1999 году область заняла 2 место по Украине после Киева — 382,1 тысяч м² (6,4 % от объёмов по Украине).
Высокий уровень экономического потенциала области, густая заселённость территории обусловили развитие различных видов транспорта — авиационного, железнодорожного, автомобильного, трубопроводного, речного, электротранспорта, метрополитена.
В области действуют 3 аэропорта, из них 2 — международные. Территорию области пересекают железнодорожные магистрали, соединяющие главные сырьевые базы страны — каменноугольный Донбасс, железорудное Криворожье и Никопольский марганцевый бассейн.
Эксплуатационная длина железнодорожных путей общего пользования составляет 1578,2 км, в том числе электрифицированных — 1256,2 км. Плотность путей на 1 тысячу км² по области составляет 49,5 км (показатель по Украине — 37 км). Хорошо развита сеть автомобильных путей. Длина автотрасс общего пользования с твёрдым покрытием — 9045 км. Плотность автодорог на 1 тысячу км² по области превышает 283 км (показатель по Украине — 269 км). С севера на юг область пересекает главная водная артерия страны — река Днепр. Действуют Днепропетровский и Днепродзержинский речные порты. Суда типа «река-море» обеспечивают прямые международные перевозки грузов с выходом в Чёрное море.
Высокими показателями характеризуется рынок услуг электросвязи. Смонтированная ёмкость автоматических телефонных станций составляет 649,7 тысяч номеров. Обеспеченность населения квартирными телефонами в расчёте на 100 человек составляет 20,7 единиц, а на 100 семей — 48,7 единиц. Помимо трёх сетей мобильной связи (Vodafone, Киевстар и Lifecel) развивается компьютерная сеть Интернет. Внедрение информационных технологий и современного почтового оборудования позволяет организовать предоставление услуг электронной и гибридной почты, осуществления банковских операций, различных видов расчётов и предоставления информационных услуг.

### Внешнеэкономическая и инвестиционная деятельность
Днепропетровская область за 1999 год получила доход в сумме 3066,2 млн долларов США. Объём экспорта составил 2141,6 млн долларов США, импорта — 924,6 млн долларов США. На 1 доллар экспорта приходилось 0,43 доллара импорта. Положительное сальдо внешней торговли равнялось 1217 млн долларов США. Внешнеторговые операции осуществлялись 2539 предприятиями области с 131 страной мира.
По состоянию на 1 января 2000 года общий объём иностранных инвестиций составил 178,3 млн долларов США. В Целом иностранные инвестиции поступили из 48 стран мира и были вложены в 351 предприятие области. По объёмам иностранных инвестиций область занимала 6 место в стране.
1. Элемент нумерованного списка

### Экономические показатели
| N | показатель              | единицы          | значение, 2014 г. |
| - | ----------------------- | ---------------- | ----------------- |
| 1 | Экспорт товаров         | млн долларов США | 8764,3            |
| 2 | Уд.вес в общеукраинском | %                | 16,3              |
| 3 | Импорт товаров          | млн долларов США | 4614,6            |
| 4 | Уд.вес в общеукраинском | %                | 8,5               |
| 5 | Сальдо экспорт-импорт   | млн долларов США | 4149,7            |
| 6 | Капитальные инвестиции  | млн гривен       | 19 396,2          |
| 7 | Средняя зарплата        | грн              | 3641              |
| 8 | Средняя зарплата        | долларов США     | 306,3             |

По материалам Комитета статистики Украины Архивная копия от 23 января 2013 на Wayback Machine (укр.) и Главного управления статистики в Днепропетровской области Архивная копия от 25 февраля 2008 на Wayback Machine (укр.).

## Транспорт
Высокий уровень экономического потенциала области, густая заселённость территории обусловили развитие различных видов транспорта — авиационного, железнодорожного, автомобильного, трубопроводного, речного, электротранспорта, метрополитена.
В области действуют 1 международный и 1 местный аэропорты, которые связывают регион со странами дальнего и ближнего зарубежья. Её территорию пересекают 2 международных (Киев — Луганск, Харьков — Севастополь) и 3 национальные автомагистрали (Борисполь — Запорожье, Днепр — Николаев, Кропивницкий — Запорожье).
Центральный автовокзал в областном центре (Днепр) — второй в Европе (после Гамбургского) по размерам и возможностям пассажироперевозок. Развитая сеть железнодорожных магистралей, соединяющих промышленные районы страны, превышает 3 тысячи километров. Железные дороги связывают Криворожский железорудный бассейн с Донбассом. Важными являются также линии Харьков — Днепр — Никополь — Херсон, Харьков — Синельниково — Мелитополь — Джанкой. По территории области проходят трассы газопроводов Шебелинка — Днепр — Одесса, Кременчуг — Кривой Рог — Кропивницкий, нефтепровод Кременчуг — Херсон. С севера на юг Днепропетровщину пересекает главная водная «артерия» страны — река Днепр. Действуют Днепропетровский и Днепродзержинский речные порты. Суда типа «река-море» обеспечивают прямые международные перевозки грузов с выходом в Чёрное море.

## Культура

### Образование, здравоохранение, культура, спорт
В Днепропетровской области функционируют 1016 общеобразовательных школ. В школах-интернатах созданы условия для обучения и воспитание детей-сирот и детей, которые имеют недостатки здоровья. Большое внимание уделяется подготовке национальной элиты — интеллектуального потенциала государства, обучающейся в заведениях образования нового типа (гимназиях, лицеях, учебно-воспитательных комплексах).
Продолжается создание сети современных учебных заведений, ориентированных на личность ребёнка. Много сделано для национального возрождения школы. Успешно действуют психологическая и социальная службы образования. Днепропетровский регион объединяет 52 высших учебных заведения, в том числе 30 — І-ІІ уровня аккредитации и 22 — ІІІ-ІV уровня аккредитации, а также 60 профессионально-технических заведений, в которых учится 21,5, 113,3 и 26,1 тыс. студентов соответственно,
В области сосредоточен значительный научно-технический потенциал: 55 научно-исследовательских и 21 конструкторская организация, Приднепровский научный центр НАН Украины, в которых работают 4486 кандидатов наук, 753 доктора наук, 6 членов-корреспондентов и 9 академиков НАН Украины. Ещё в далёкие довоенные времена Днепропетровщину прославляли научные школы академиков Писаржевского Л. В., Яворницкого Д. И., Бродского О. К., Свиренко Д. О. В послевоенные годы и сейчас в годы независимости эту славную традицию поддерживают научные школы Янгеля М. К., Чекмарёва О. П., Воловика Г. А., Потураева В. М., Пилипенко В. В., Гасика М. И., Пивняка Г. Г.
Они выполняют многоплановые задания от формирования и реализации космической программы Украины до создания энергосберегающих экологически чистых технологий в горном деле, металлургической, химической промышленности, строительстве и сельском хозяйстве. Много проектов, разработанных и внедрённых в регионе, находятся на уровне достижений мировой науки. Свидетельством тому являются присуждение учёным области за последние три года семи Государственных премий Украины в отрасли науки и техники, а также создания новых научных институтов: Института проблем природопользования и экологии НАН Украины, Криворожского ботанического сада НАН Украины, Института транспортных систем и технологий НАН Украины.
В области существует развитая сеть учреждений здравоохранения, в которых функционирует 29 900 коек, амбулаторно-поликлиническая сеть общей мощностью 94 800 посещений в смену. В лечебно-профилактических учреждениях работает около 15,2 тыс. врачей и более 29,8 тыс. младших медицинских специалистов. Лечебно-диагностическую и организационно-методическую помощь в области предоставляют 20 областных лечебно-профилактических учреждений. Самая мощная областная больница им. Мечникова, одно из старейших лечебных учреждений на Украине, которая в 1998 году отпраздновала своё 200-летие.
Днепропетровщина представляет собой уникальную ячейку культуры. В области насчитывается 1702 заведения культуры, работает 13 государственных театров и 4 концертных организации, функционирует 6 государственных и 173 музея на общественных началах. В 1999 году своё 150-летие отметил Днепропетровский национальный исторический музей имени Д. И. Яворницкого.
Среди двенадцати театрально-зрелищных учреждений Днепропетровский музыкально-драматический театр им. Т. Г. Шевченко занимает замечательное место в развитии национального театрального искусства.